# Amalfi dóm
A Cattedrale Sant’Andrea (azaz Szent András-katedrális) vagy Duomo (azaz dóm) Amalfi legimpozánsabb épülete. Tulajdonképpen egy épületegyüttes részét képezi egy másik templommal, a kriptával, a monumentális lépcsővel, az előcsarnokkal, a harangtoronnyal, valamint a kolostorral együtt. Itt székel az Amalfi-Cava de’ Tirreni főegyházmegye érseke.

## A katedrális
Az épületegyüttes legrégebbi része az északi templom, amely a 9. században épült. Az egyhajós templomot egy keskeny folyosó köti össze az újjal. Valószínű, hogy már építése előtt is létezett egy őskeresztény bazilika ezen a helyen, hiszen Amalfi már a 6. századtól kezdve Civitas episcoporum, azaz püspöki székhely volt.
987-ben, I. Mansone, Amalfi hercege közbenjárásának köszönhetően XV. János pápa érseki rangra emelte a püspökséget. Ennek alkalmával a herceg új, háromhajós templomot építtetett a városnak, amelyet az akkor már védőszentként tisztelt Szent András apostolnak ajánlottak. A régi templom a későbbiekben elveszítette jelentőségét, ma Feszület-kápolnaként ismert. A katedrális történetének fontos állomása volt 1208, amikor itt helyezték el Szent András földi maradványait.
A 13. században felépült a katedrális előcsarnoka és az erősen arab és normann építészeti jegyeket magán viselő harangtorony is. A legnagyobb átváltozáson a 18. században ment keresztül, amikor összes oszlopa márványborítást kapott. Ugyanekkor készült el a központi főhajót díszítő, Szent András passióját ábrázoló hatalmas, aranyozott freskó is. 1728-ban épült fel az a ma is látható monumentális lépcsősor (62 lépcsőfok), amely a város főterét összeköti a katedrális bejáratával.
A 19. század közepén a katedrális homlokzata megsérült és felszínre kerültek a román stílusú oszlopok, boltívek maradványai, valamint bizánci mozaikok. A helyreállítást ezek figyelembevételével végezték el.
A katedrális homlokzatán Jézus és tanítványai allegorikus, bizánci stílusú ábrázolása látható, amely fölött színes berakású mozaikok találhatók.
A katedrális legfőbb különlegességeinek egyike az 1066-ban Konstantinápolyban készült bronzkapu, amelyről ugyan az ezüstbevonat már régen lekopott, de még jól láthatók Krisztus, a Szent Szűz és néhány más szentnek az ábrázolásai.
A belső rendkívül gazdagon díszített: festmények, faliszőnyegek, freskók, amelyek mind a város egykori gazdagságáról tanúskodnak. Egyik figyelemreméltó freskója a 14. századból származó Madonna a gyermek Jézussal, amelyet egy ismeretlen, a sienai iskolához tartozó festő festett. A 14. századból származó márvány domborművet (Madonna delle Neve) Francesco Laurana, dalmáciai származású mester munkájának tartják.

## A kripta
A kripta, amely a kolostoron keresztül érhető el, a 13. században épült Szent András földi maradványainak elhelyezésére, amelyeket a negyedik keresztes háborúban zsákmányoltak Konstantinápolyból. Ma csak a szent egyik koponyacsontját őrzik itt, az ereklyék többi részét visszajuttatták Patrasz városába, ahol a szentet a rómaiak keresztre feszítették. A 17. században a szent életének mozzanatait ábrázoló freskókkal díszítették falait. A kripta oltára Domenico Fontana műve, amely mögött Michelangelo Naccherino Szent Andrást ábrázoló bronzszobra áll.

## Basilica del Crocefisso (Szent Kereszt-bazilika)
A Basilica del Crocefisso (Szent Kereszt-bazilika) a katedrális északi oldalához csatlakozik. A 9. században építették egy 6. századi őskeresztény templom helyén. A 16. században barokkosították, és csak a 20. század végén elvégzett restaurálási munkálatok elvégzése után váltak ismét láthatóvá egykori építészeti elemei. Ma a Museo del Duomónak ad otthont, amelyben értékes vallási kegytárgyak mellett egy 13. századi Anjou-korabeli mitrát (püspöksüveg) is őriznek.

## Paradicsom-kolostor (Chiostro del Paradiso)
A Paradicsom-kolostort (Chiostro del Paradiso) 1266–1268 között építették fel az Amalfi polgárainak temetőjeként szolgáló területen. Ennek bizonyítékai a belső kerengő udvari falai mentén elhelyezett sírkövek, szarkofágok. A kolostor az idők során összeforrt a harangtorony és a katedrális épületével. A 16. századig aktív életet élt, de a sorozatos földrengések során megrongálódott és veszített jelentőségéből. 1908-ban restaurálták és nyitották meg a nagyközönség számára. Központi része a kerengő, amelyet kettős oszlopsor vesz körbe. Az oszlopok legjellemzőbb formáját a kettős kereszteződés és a hármas vonalú körívek adják. A kolostor egyik fő látnivalója egy 14. századi, Jézus keresztre feszítését ábrázoló freskó, amely valószínűleg Giotto egyik tanítványának, Roberto d'Oderisiónak az alkotása.

## Galéria

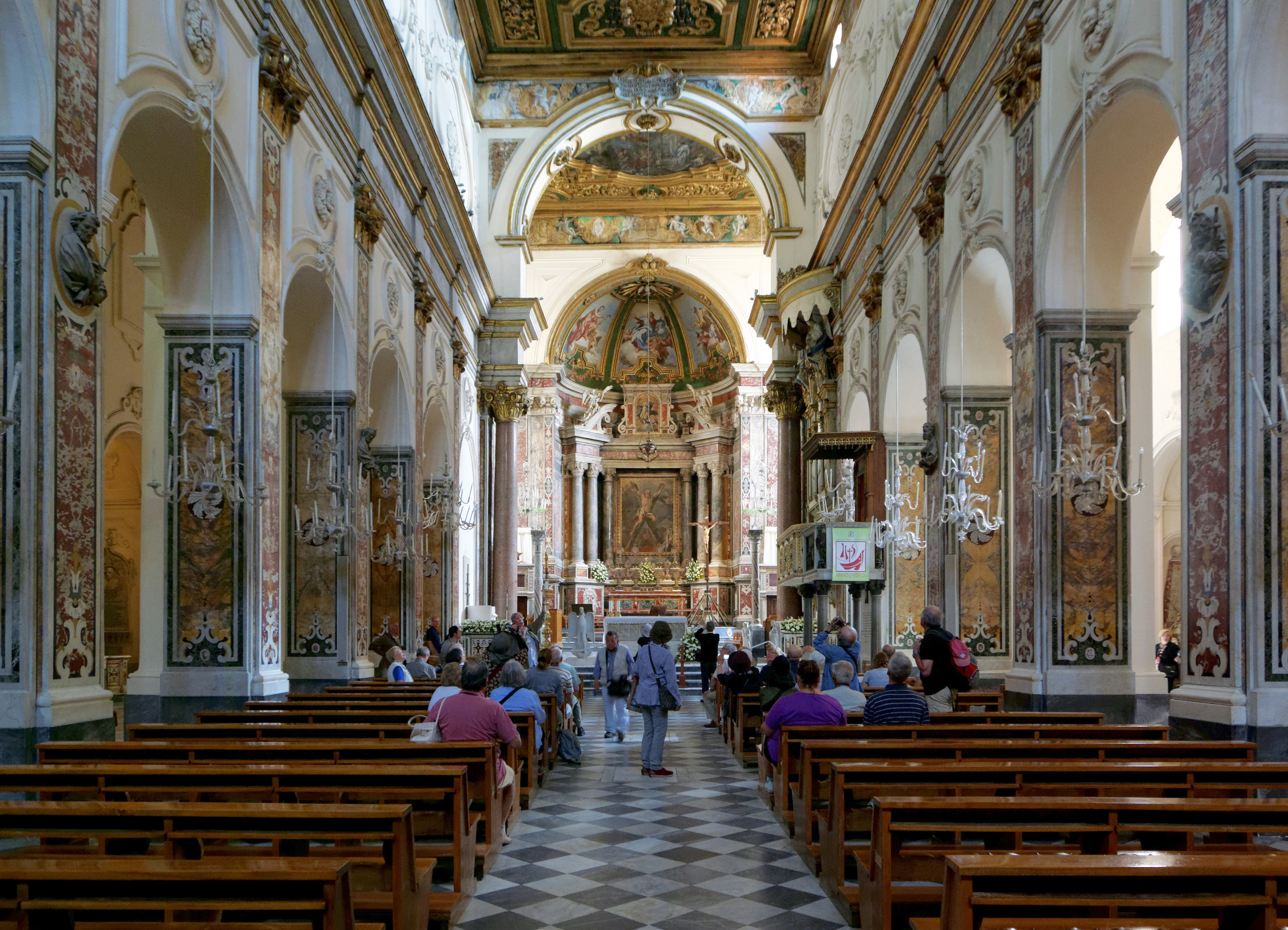
A dóm belsője
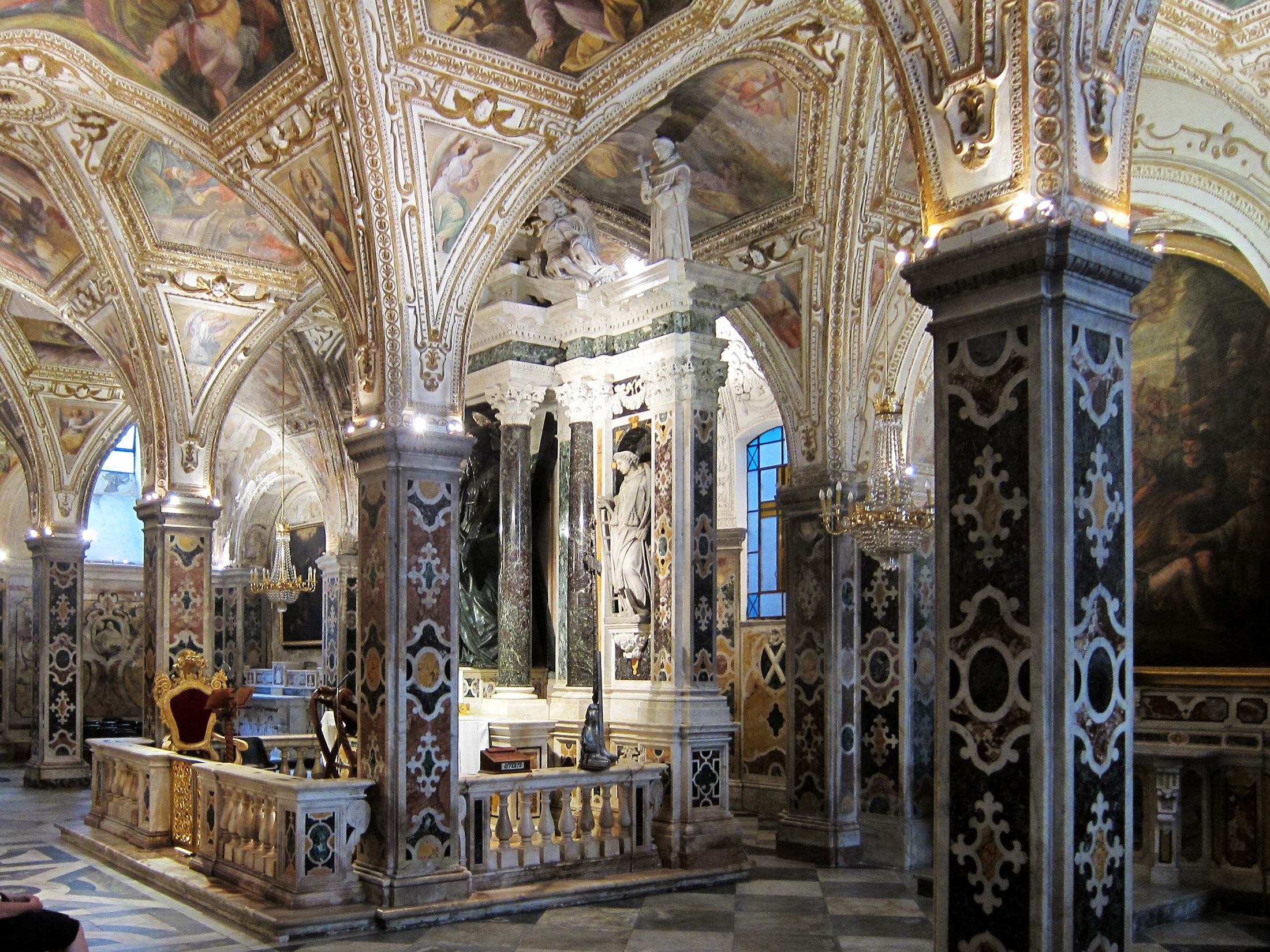
A kripta
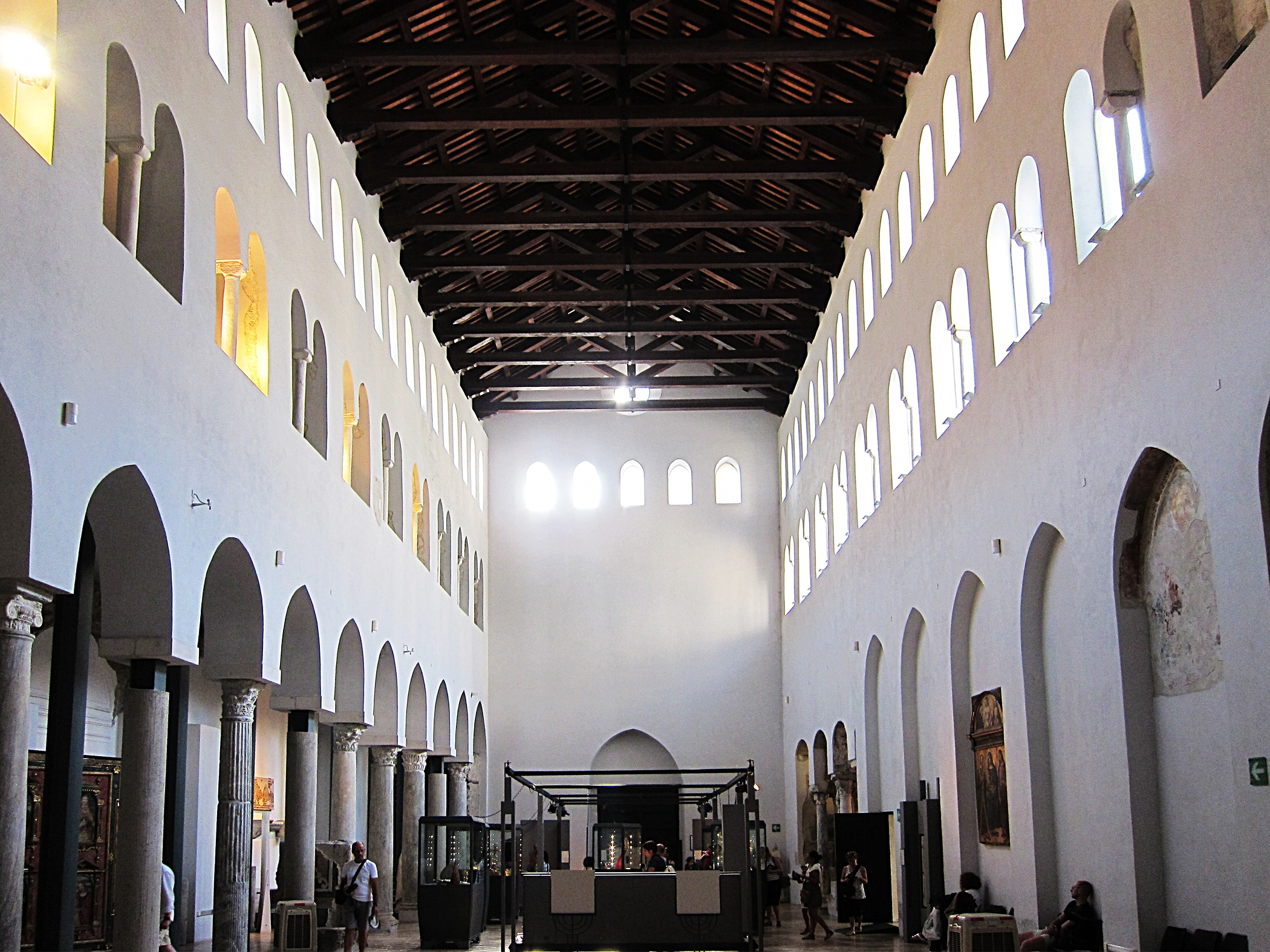
Basilica del Crocefisso (Szent Kereszt-bazilika)
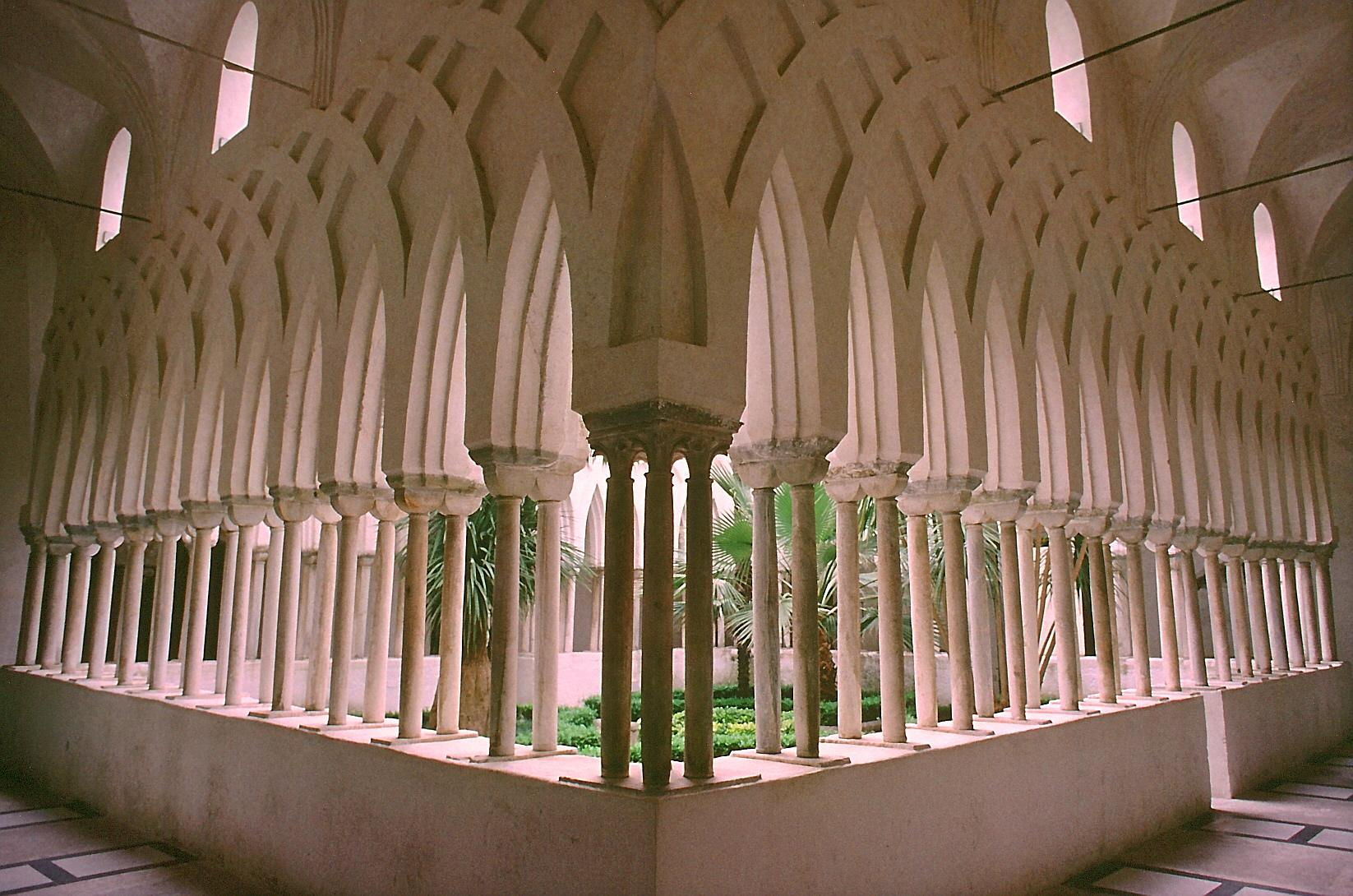
Paradicsom-kolostor